# Ludwig Schwanthaler
Ludwig Michael von Schwanthaler (26. srpna 1802 v Mnichově – 14. listopadu 1848 v Mnichově) byl bavorský sochař, vůdčí představitel klasicismu a romantismu v monumentálním sochařství jižního Německa.

## Život
Pocházel ze sochařského rodu Schwanthalerů z Riedu v Horním Rakousku. Jeho otec byl sochař Franz Jakob Schwanthaler a jeho matka Klára, rozená Lutzová. V otcově dílně se vyučil základům oboru. Roku 1819 odmaturoval na gymnáziu v Mnichově.
Po studiu malířství a sochařství na Akademii výtvarných umění v Mnichově se brzy stal jejím docentem. Vyučoval také na Královské stavební skole v Mnichově. Již jeho první sochy se natolik zalíbily bavorskému králi Ludvíkovi I., že za ně dostal stipendium do Říma, kde pobýval v letech 1826 – 1827 a 1832–1834, obdivoval zejména sochy Bertela Thorvaldsena, s kterým se spřátelil, a Antonia Canovy.
Od mládí trpěl záněty kloubů, které jej opakovaně upoutávaly na lůžko a byly příčinou jeho úmrtí.
Byl pohřben na Starém jižním hřbitově (Alter Südfriedhof) v Mnichově. Jeho busta byla zařazena do galerie osobností Ruhmeshalle v Mnichově.

## Práce

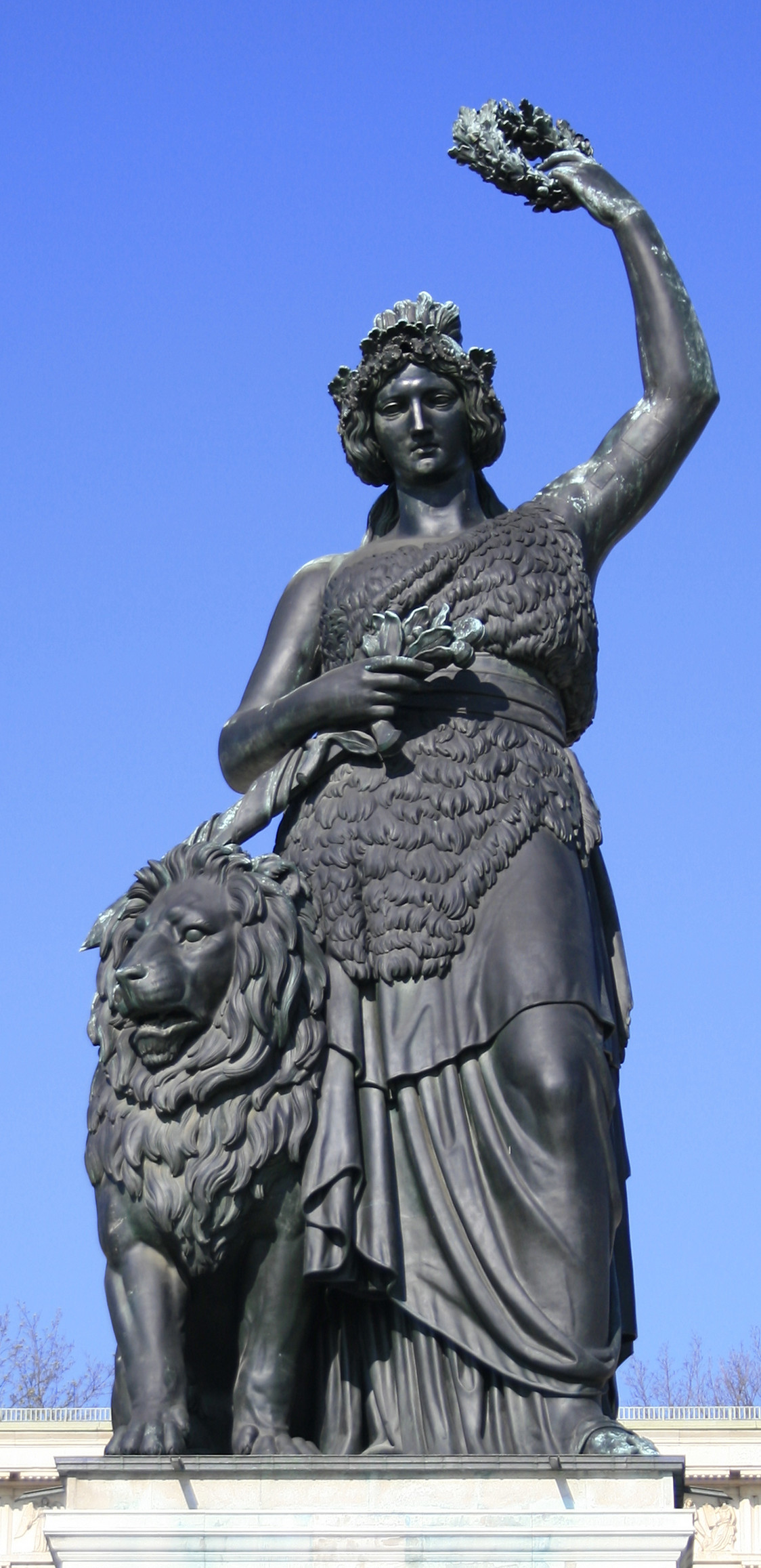
Ludwig Schwanthaler: Bavaria, Mnichov

Roku 1837 si zřídil mnichovský ateliér pro modely soch, kterých vytvořil kolem stovky. Ateliér byl po jeho brzké smrti zpřístupněn jako Schwanthalerovo muzeum, ale při kobercových náletech ve 2. světové válce byla všechna díla včetně ateliéru zničena, dochovala se pouze fotodokumentace.
Monumentální sochy modeloval zpravidla nejprve v měřítku 1:5, pak 1:1 z hlíny, dále tato díla dal odlévat do sádry, podle nich se pak odlévaly bronzové monumenty. Většinu prací odlévala dodnes činná slévárna Burgschmiet & Lenz v Mnichově. Ale například sochu J.W. Mozarta v Salcburku roku 1842 do bronzu odlil Johann Baptista Stiglmaier.
Patřil k nejpilnějším sochařům své doby. Obraceli se k němu jako ke vzoru také Češi, a proto jej Antonín Veith pozval na zámek do Liběchova a roku 1839 mu zadal zakázku na výzdobu projektu české dvorany slávy, tzv. Slavína nedaleko Tupadel 24 sochami hrdinů českých dějin. Dílo z finančních důvodů a pro úmrtí sochaře zůstalo torzem, podle Schwanthalerových hliněných modelů bylo do bronzu odlito jen 8 soch, které byly přeneseny do vestibulu historické budovy Národního muzea v Praze. Ve 40. letech od něj pro své sídlo na Hluboké získali Schwarzenbergové mramorovou sochu Dunajská rusalka.
Když jej král Ludvík Bavorský roku 1843 povýšil do šlechtického stavu, splnil si sochař svůj dětský sen a dal si postavit ve středověkém stylu hrad Schwaneck v údolí řeky Isar na jižním okraji Mnichova.
Jeho hlavním dílem zůstává Bavaria – socha ženy se lvem, v nadživotním měřítku, personifikace Bavorska, vytvořená pro Mnichov.

## Dílo

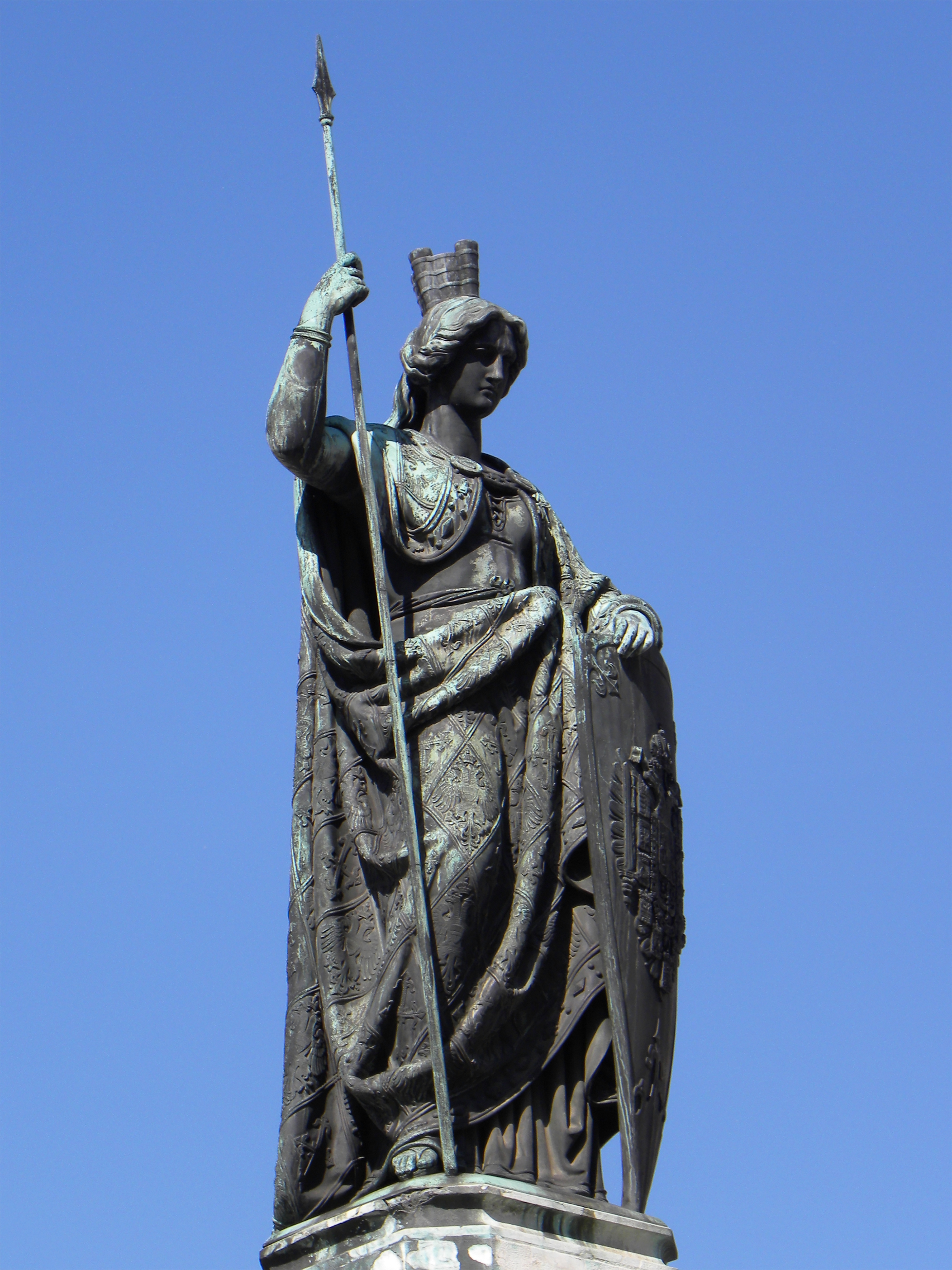
Austriabrunnen, Vídeň

- Návrhy na 24 nástěnných obrazů s náměty z Homérovy Odysey, od 1832, slavnostní sál Rezidence v Mnichově
- Mramorový reliéf pro náhrobek pruského ministra Heinricha Friedricha Karla, svobodného pána z a ve Steinu ve Früchtu u Bad Emsu (1837–40)
- Pomník velkovévody Karla Fridricha z Badenu (1840) v Karlsruhe
- Pomník Jeana-Paula (1841) v Bayreuthu
- Mramorový reliéf na sarkofágu v křížové chodbě dómu v Mohuči (1842).
- Mozartův pomník (1842) v Salcburku
- 34 soch bohů (1842–1863) v Hale osvobození v Kelheimu
- Pomník markraběte Fridricha III. Alexandra (1843) v Erlangenu
- Kašna s personifikací Austrie, tzv. Austriabrunnen (1844) na Freyungu ve Vídni
- Goethův pomník (1844) na Goethově náměstí, Frankfurt nad Mohanem
- Socha Ludvíkova pomníku (1844) v Darmstadtu
- Sousoší Ludvíkova památníku na soutoku řek Dunaje a Mohanu (1846), Burgberg v Erlangenu
- Osm nadživotních bronzových soch hrdinů pro Slavín Antonína Veitha na skále nad obcí Tupadly u Liběchova ve středních Čechách (1845-1849), od roku 1891 vystaveny ve vestibulu a na podestě schodiště historické budovy Národního muzea v Praze: jsou to kněžna Libuše, Přemysl Oráč, kníže Svatý Václav, Král Přemysl Otakar II., arcibiskup Arnošt z Pardubic, královna Eliška Přemyslovna, král Jiří z Poděbrad a humanista Bohuslav Hasištejnský z Lobkovic; další sádrové modely soch (Jaroslav ze Šternberka a Jan Hus) v bronzu nebyly provedeny; původní záměr byl 24 soch.
- Epitaf arcibiskupa Lothara Anselma von Gebsattel, (1846), Frauenkirche Mnichov
- Nymfa (1848), na zámku Anif u Salcburku
- Pomník vévody Arnošta I. ze Sachsen-Coburgu (1849) na zámku v Coburgu
- Bavaria (1850) na tereziánské louce v Mnichově, realizovaná až po Schwanthalerově smrti